# 문재숙
문재숙(1953년 2월 24일 ~ )은 대한민국의 가야금 연주자다.

## 학력
- 서울대학교 사범대학 부설고등학교
- 서울대학교 국악과 학사
- 서울대학교 대학원 국악과 석사과정 졸업, 음악학석사 (학위논문명 : 현행거문고와 가야금의 보허사비교)

## 가족 관계
- 배우자 : 이상업(1947년 10월 13일 ~ )
  - 장녀 : 이슬기(1981년 1월 11일 ~ )
  - 차녀 : 이하늬(1983년 3월 2일 ~ )
  - 아들 : 이권형 (1985년생)
- 오빠 : 문희상(1945년 4월 14일 ~ )
- 조카 : 문석균(1971년 10월 5일 ~ )